# Sövde
Sövde är en tätort i Sjöbo kommun och kyrkby i Sövde socken i Skåne.
Sövde ligger i norra änden av Sövdesjön där kyrkogården ligger på en udde i Sövdesjön.

## Historia
På udden fanns under tidig medeltid en borg som tillhörde ärkebiskopen i Lund. 1180 gjorde bönderna uppror mot ärkebiskop Absalon. Borgen plundrades men ärkebiskopen lyckades fly. Vid ett annat bondeuppror mot ärkebiskop Isarnus brändes borgen ner i början av 1300-talet. Enligt sägnen räddade sig Isarnus genom att med sin häst simma över sjön. Borgplatsen övergavs på 1500-talet och Sövdeborgs slott byggdes vid den lilla Sövdeborgssjön några kilometer österut.

## Befolkningsutveckling
| Befolkningsutvecklingen i Sövde 1990–2020                 | Befolkningsutvecklingen i Sövde 1990–2020 | Befolkningsutvecklingen i Sövde 1990–2020 | Befolkningsutvecklingen i Sövde 1990–2020 | Befolkningsutvecklingen i Sövde 1990–2020 |
| --------------------------------------------------------- | ----------------------------------------- | ----------------------------------------- | ----------------------------------------- | ----------------------------------------- |
|                                                           |                                           |                                           |                                           |                                           |
| År                                                        |                                           |                                           | Folkmängd                                 | Areal (ha)                                |
| 1990                                                      | 1990                                      |                                           | 299                                       | 35                                        |
| 1995                                                      | 1995                                      |                                           | 289                                       | 35                                        |
| 2000                                                      | 2000                                      |                                           | 282                                       | 35                                        |
| 2005                                                      | 2005                                      |                                           | 301                                       | 35                                        |
| 2010                                                      | 2010                                      |                                           | 291                                       | 35                                        |
| 2015                                                      | 2015                                      |                                           | 363                                       | 75                                        |
| 2020                                                      | 2020                                      |                                           | 369                                       | 75                                        |
| Anm.: Ny tätort 1990, sammanvuxen med Sövde sommarby 2015 |                                           |                                           |                                           |                                           |

## Samhället
Mellan idrottsplatsen och Sövde kyrka finns en populär badstrand. Längs vägen genom byn ligger Sövde musteri i ett före detta mejeri och Sövde amfiteater i ett före detta grustag.
Den tidigare prästgården uppfördes år 1932 efter ritningar av  Helsingborgsarkitekten Arnold Salomon-Sörensen. Den övergick i privat ägo den 1 juni 2010 och erhöll därmed namnet Sövdenäs efter det lilla näs i kyrkviken i Sövdesjön på vilken byggnaden är uppförd.